# Creación de situaciones
En el sentido de los situacionistas, la construcción o creación de situaciones es "la construcción concreta de ambientes momentáneos de la vida y su transformación en una calidad pasional superior".
La construcción de situaciones era, para los situacionistas, una herramienta política para la transformación concreta de la vida de las personas. A partir de la noción de psicogeografía, según la cual el ambiente en que vive un individuo actúa directamente sobre su comportamiento afectivo, los situacionistas querían desarrollar un urbanismo unitario como programa para la transformación integral de la vida, y la construcción de situaciones como herramienta conscientemente subordinada a este programa:

La vida de un hombre es un cúmulo de situaciones fortuitas, y si ninguna de ellas es similar a otra, al menos estas situaciones son, en la inmensa mayoría, tan indiferenciadas y sin brillo que dan perfectamente la impresión de similitud. El corolario de este estado de cosas es que las escasas situaciones destacables conocidas en una vida, retienen y limitan rigurosamente esta vida. Tenemos que intentar construir situaciones, es decir, ambientes colectivos, un conjunto de impresiones que determinan la calidad de un momento. Si tomamos el ejemplo simple de una reunión de un grupo de individuos durante un tiempo dado, habrá que estudiar, teniendo en cuenta los conocimientos y los medios materiales de que disponemos, la organización del lugar, la elección de los participantes y la provocación de los acontecimientos que conviene al ambiente deseado.

Sobre esta propuesta los situacionistas diseñaron varios métodos de construcción de situaciones que cristalizaron en diversas propuestas artísticas. Especialmente, en el caso de Guy Debord, su propuesta cinematográfica.

## Enlaces de interés
- Informe sobre la construcción de situaciones

## Fuente
Fuente de la primera edición Epistemowikia